# سیمون ووکچویچ
سیمون ووکچویچ (صربی: Simon Vukčević؛ زادهٔ ۲۹ ژانویهٔ ۱۹۸۶) بازیکن فوتبال اهل مونته‌نگرو است.
از باشگاه‌هایی که در آن بازی کرده‌است می‌توان به باشگاه فوتبال ساترن رامنسکویه، باشگاه فوتبال بلکبرن روورز، باشگاه فوتبال انوسیس نئون پارالیمنی، باشگاه فوتبال کارپاتی لویو، باشگاه فوتبال اسپورتینگ، باشگاه فوتبال وویوودینا، و باشگاه فوتبال پارتیزان اشاره کرد.
وی همچنین در تیم‌های ملی فوتبال زیر ۲۱ سال صربستان، زیر ۲۱ سال صربستان، صربستان و مونته‌نگرو، زیر ۲۱ سال مونته‌نگرو، و مونته‌نگرو بازی کرده‌است.